# ガールズトーク
『ガールズトーク』（Girl's Talk）は、KARAの日本第一弾となるオリジナルアルバムである。2010年11月24日にユニバーサルシグマ（ユニバーサルミュージック）より発売された。

## 概要
- デビュー・シングル「ミスター」、先行シングル「ジャンピン」の収録ナンバーや韓国語曲「Lupin」の日本語ヴァージョン「ルパン」などを含む全10曲で構成されている。
- 初回盤A・B・C、通常盤の四種形態で販売された。初回盤A・B・Cはそれぞれジャケットが異なり、通常盤は初回盤Cと同じ物が使われている。
- 発売初週に10.7万枚を売り上げ、2010年12月6日付オリコン週間アルバムランキング2位となった。アルバム初週売上10万枚突破は、2004年3月15日付の女子十二楽坊『輝煌～Shining Energy～』（初週売上11.8万枚）以来、日本を除くアジアの女性グループとして6年9か月ぶりの記録である[1]。
- 2011年1月17日付から2011年2月14日付までのオリコン週間アルバムランキングにおいて、海外グループとしてO-Zoneの『DISCO-ZONE～恋のマイアヒ～』（2005年3月発売）以来、5年5か月ぶりの5週連続TOP5入りを果たした。また、2011年2月14日付で累積売上が31.3万枚となり、デスティニーズ・チャイルドの『ナンバーワンズ』が2005年11/21付で記録して以来、5年3か月ぶりとなる日本国外女性グループによるアルバムの実売30万枚突破となった[2]。
- 「レコチョク2011年上半期ランキング」において、音楽ダウンロードアルバム）ランキングで2位を獲得した[3]。
- 発売12週目にして2011年2月11日から2月14日まで4日連続オリコンアルバムデイリーランキング1位を記録する。

## 仕様
- 【初回盤A】CD+DVD
- 【初回盤B】CD+フォトブック
- 【初回盤C】CD ボーナストラック
- 【通常盤】CD

## 収録曲
収録曲の演奏は基本的に打ち込みである。打ち込みとは別の楽器パートが存在する曲については歌詞カードに演奏者が書かれている。

### CD
1. ジャンピン [2:59]
  - 日本2ndシングル
  - フジテレビ系FNNニュース『めざましどようび』テーマソング
  - 『au Smart Sports Run&Walk』タイアップ・ソング
  - キーボード：An Jun Sung
2. ミスター [3:14]
  - 日本デビューシングル
  - エレキギター：ホン・ジュンホ（홍준호）、ベース：イ・テユン（이태윤）
3. ベイビー・アイ・ニード・ユー [3:46]
4. スウィート・デイズ [3:30]
  - 日本語詞：森若香織
5. SOS [4:44]
  - テレビ東京系ドラマ24 KARA主演ドラマ『URAKARA（ウラカラ）』主題歌
  - ロッテ『ガーナミルクチョコレート』（バレンタイン篇2011）CMソング
  - エレキギター：黒田晃年
6. ラブ・イズ [3:27]
  - エレキギター：ホン・ジュンホ、ベース:イ・テユン、キーボード:An Jun Sung
7. ビンクス [3:15]
  - エレキギター：ホン・ジュンホ、ベース:イ・テユン、キーボード:An Jun Sung
8. アンブレラ [3:47]
  - 日本デビューシングルのカップリング
  - ギター：ホン・ジュンホ、ベース:イ・テユン
9. バーン [3:32]
  - 日本 2ndシングルのカップリング
  - ギター：ホン・ジュンホ、ベース:イ・テユン、キーボード:An Jun Sung
10. ルパン (日本語版) [3:12]
  - エレキギター：ホン・ジュンホ、ベース:イ・テユン
11. スウィート・デイズ（韓国語・ヴァージョン）[3:30] 初回盤Cのみ収録。
  - 韓国盤ミニアルバム4集「JUMPING」にはWithのタイトルで収録
12. ラブ・イズ（韓国語・ヴァージョン）[3:27] 初回盤Cのみ収録。
13. ビンクス（韓国語・ヴァージョン）[3:14] 初回盤Cのみ収録。

### DVD
- 初回盤Aにのみ付録

1. ジャンピン Music Clip (au Smart Sports ver.)
2. ジャンピン Music Clip (au Smart Sports ver.) メイキング
3. アートワーク撮影オフショット